# Америчка пита: Поново на окупу
Америчка пита: Поново на окупу (енгл. American Reunion) је америчка тинејџерска комедија из 2012. године, режисера и сценариста Џона Хурвица и Хејдена Шлосберга. Наставак је филма Америчка пита 3: Венчање и четврти је филм у истоименом серијалу. У главним улогама су Џејсон Бигс, Алисон Ханиган, Крис Клајн, Томас Ијан Николас, Тара Рид, Шон Вилијам Скот, Мина Сувари, Еди Кеј Томас, Џенифер Кулиџ и Јуџин Леви. Радња прати Џима, Мишел, Вики, Кевина, Оза, Хедер и Финча, који се после тринаест година враћају се у Ист Грејт Фолс како би прославили тринаест година матуре. У једном продуженом викенду откривају ко се променио а ко није, као и да време и удаљеност не могу да прекину пријатељство.
Филм је реализован 6. априла 2012. године и широм света је зарадио 235 милиона долара. Добио је помешане критике од стране критичара.

## Радња
У овој комедији, сви ликови које смо упознали пре више од десет година враћају се на прославу матуре. Током једног викенда, они ће открити шта се променило, ко није, као и да време и даљина не могу да утичу на пријатељство. Било је лето 1999. када су четворица момака из малог града у Мичигену кренули у мисију губитка невиности. Током година које су уследиле, Џим и Мишел су се венчали, док су Кевин и Вики рекли збогом једно другом. Оз и Хедер су се удаљили, док Финч и даље жуди за Стифлеровом мамом

## Улоге
| Глумац             | Улога                   |
| ------------------ | ----------------------- |
| Џејсон Бигс        | Џим Левенстин           |
| Алисон Ханиган     | Мишел Флаерти           |
| Крис Клајн         | Крис „Оз” Острајхер     |
| Томас Ијан Николас | Кевин Мајерс            |
| Шон Вилијам Скот   | Стив Стифлер            |
| Тара Рид           | Викторија „Вики” Лејтам |
| Мина Сувари        | Хедер                   |
| Еди Кеј Томас      | Пол Финч                |
| Џон Чо             | Џон                     |
| Џенифер Кулиџ      | Џенин Стифлер           |
| Јуџин Леви         | Ноа Левенстин           |
| Наташа Лион        | Џесика                  |
| Данија Рамирез     | Селена                  |
| Катрина Боуден     | Мија                    |
| Џеј Харингтон      | др Рон                  |
| Али Кобрин         | Кара                    |
| Шенон Елизабет     | Нађа                    |
| Крис Овен          | Чак „Шерминатор” Шерман |
| Моли Чик           | госпођа Левенстин       |
| Џастин Ајсфелд     | Џастин                  |